# Мехмед Есад Савфет паша
Савфет Мехмед паша (1815 – 1883) е османски политически деец: велик везир, министър (на търговията и земеделието, на просветата, на правосъдието, на външните работи), секретар на султан Абдул Меджид, посланик на Османската империя в Париж. По народност е кримски татарин.
Участва в Цариградската конференция от 1876 г. На официалното ѝ откриване на 23 декември, като председателстващ заседанието, отхвърля основанията за свикването на конференцията, базирайки се на обявената първа османска конституция. Неотстъпчивостта на турците, и в частност на самия него, блокира конференцията и я проваля. В резултат на това избухва Руско-турската война (1877-1878) г.
През февруари 1878 г. е назначен за министър на външните работи и в това си качество подписва Санстефанския мирен договор на 3 март същата година. През юни същата година става велик везир, но след 4 месeца се оттегля от поста. Участник от османска страна в Берлинския конгрес.